# Vandali
Vandali so bili v zgodovini vzhodnogermansko pleme, ki je izviralo z ozemlja današnje Poljske.
Ime pokrajine Andaluzije domnevno izvira od imena Vandalov, kjer je to ljudstvo nekaj časa prebivalo, preden se je podalo na bojni pohod na Kartagino. V severni Afriki so ustanovili svojo državo, ki je propadla leta 533, ko je Vandale v bizantinsko-vandalski vojni porazil bizantinski vojskovodja Belizar.

## Zgodovina Vandalov
Poleg Gutonov se v vzhodni Germaniji v času rimskega cesarstva omenja še eno ljudstvo: Vandali, ki jih Plinij Starejši označi kot Vandile (Vandili; v nemški literaturi die Vandilier).  Ti naj bi v zgodnjecesarski dobi živeli na območju, kjer se je v 2. st. pr. n. št. izoblikovala kultura Przeworsk, ki se je raztezala od Šlezije (današnja Poljska) pa do obeh bregov Visle. V 2. st. n. št. se je ta razširila še preko Karpatov, kar se približno ujema s historičnimi poročili, zato se domneva, da so se nosilci te kulture, za katere se domneva, da so bili Vandili, selili proti jugu zaradi markomanskih vojn (podobno kot tudi Gutoni). Tam so začeli tudi s plenilnimi pohodi na rimsko ozemlje, hkrati pa so se spopadali tudi z drugimi ljudstvi (Jordanes denimo poroča o gotskem napadu na Vandale, ki naj bi imeli svojo dinastijo Hasdingov, Asdingorum stirpe, živeli pa naj bi nekje ob reki Tisi). Ob vdoru v Italijo 270 je cesar Avrelijan (270–275) poleg Sarmatov in Jutungov premagal tudi Vandale.
Kmalu po letu 400 so se morale na območju srednje in spodnje Donave odvijati dramatične spremembe, o katerih sicer ne vemo veliko, znane pa so nam posledice. Namreč veliko število »barbarov« se je usmerilo proti Italiji in ena izmed teh »barbarskih« skupin, ki so jo sestavljali Vandali, Alani in Svebi, je v letih 406/7 prečkala Ren in vdrla v Galijo. Prokopij je kot razlog za te premike označil lakoto, čeprav je bil najbrž glavni vzrok prihod Hunov leta 375 in njihov postopen pritisk na te skupnosti. Tem Vandalom in Alanom so se priključili tudi deli Markomanov in Kvadov, za katere se je od takrat naprej uporabljala stara oznaka Svebi. Morebiti so bili deli Vandalov že od okoli leta 400 v rimski provinci Retiji (današnji deli Švice, južne Nemčije in avstrijske Tirolske), kjer je Stilihon, rimski poveljnik vandalskih korenin, z njimi sklenil federatsko pogodbo.
Ko je polietnična skupina Vandalov, Alanov in Svebov prečkala Ren v letih 406/7 in vdrla v Galijo, so jih tam pričakali Franki. Konec decembra 406 se je odvila bitka pri Mainzu, v kateri so bili Franki poraženi, v njej pa je padel tudi vandalski kralj Godegizel, ki ga je nasledil njegov sin Gunderik. »Barbari« so po tej bitki prosto plenili po Galiji, saj je bil Stilihon prisiljen odpoklicati del rimskih enot v Galiji zaradi vdora Vizigotov v Italijo. Po uspešnem plenjenju po Galiji so se Vandali, Alani in Svebi podali na Iberski polotok (del Alanov je ostal tudi v Galiji), ki mu prav tako niso prizanesli. Po njihovem prihodu je bila v Španiji izstopajoča prevlada Alanov, ki so Vandale naselili ločeno drug od drugega. Prav tako so imeli Hasdingi zgolj nekatere odročne dele ozemlja, kar se je kasneje izkazalo kot ugodno, saj so Vizigoti pod kraljem Valijo (po naročilu Rimljanov) napadali Alane in Svebe ter jim povzročali hude izgube. Potem, ko so Alani izgubili svojega kralja, so se najbrž priključili Gunderiku, Hasdingi kot ljudstvo pa so se, kot se zdi, šele zdaj uveljavili kot vodilni (začnejo napadati tudi Svebe). V uspešnih spopadih z rimsko vojsko so se uspeli razširiti proti jugu in obali, iz katere so plenili celo po Balearskih otokih. Po smrti Gunderika 428 ga je nasledil njegov polbrat Gejzerik.
Največji Gejzerikov dosežek  je bil ta, da je uspel pripeljati Vandale in Alane v Afriko, medtem ko so Svebi, s katerimi so bili Vandali vedno znova v konfliktu, ostali v Španiji in v Galiciji formirali kraljestvo, ki so ga postopoma uničili Vizigoti. Med ljudstvi so sicer že obstajale ideje o prečkanju morja in naselitvi v Afriki (Vizigoti pod Alarikom leta 410 recimo), vendar to ni bilo nikoli zares izpeljano. Maja 429 je Gejzerikova vojska in ljudstvo prečkalo morski preliv pri Gibraltarju, poleg Vandalov in Alanov pa naj bi se jim pridružili tudi Goti in pripadniki drugih »barbarskih« ljudstev. Viri (predvsem Viktor iz Vita, škof v afriški diecezi Vita) nam poročajo, da naj bi to ožino prečkalo skupaj 80.000 ljudi (možje, ženske, vojska in sužnji), kar je težko verjetno, zato se danes sprejema, da je moralo biti teh največ okoli 50.000, od tega 10.000 vojakov, kar je kljub temu velika številka, oskrbovati tako število ljudi pa je bilo vse prej kot enostavno.  
Prva provinca, v katero so vstopili, je bila Tingiška Mavretanija, nato pa so prodirali zahodno do Hipona (Hippo Regius), ki so ga eno leto oblegali. Škof Hipona je bil takrat še Avguštin, ki je kasneje postal eden izmed štirih velikih latinskih cerkvenih očetov, umrl pa je med obleganjem avgusta 430, malo pred padcem mesta.
Rimska oblast v Afriki je obsegala večinoma obalni pas, center te pa je bila provinca Africa Proconsularis (Prokonzulska Afrika), ki je obsegala severni del današnje Tunizije z glavnim mestom Kartagino, takoj za Rimom najpomembnejšo metropolo Zahoda s približno 200.000 prebivalci. Severna Afrika je bila izredno pomembna, saj je predstavljala žitnico cesarstva, oskrba Rima pa je bila v veliki meri odvisna prav od afriškega žita, zato je povsem jasno, da je Gejzerik želel zasesti to bogato območje. 
Leta 435 je bil zahodnorimski cesar Valentinijan III. (425–455) primoran z Vandali skleniti federatsko pogodbo, v okviru katere jim je bil prepuščen del Afrike, vendar je Gejzerik kasneje to pogodbo prelomil in leta 439 napadel provinco Africa Proconsularis ter oktobra istega leta brez boja zavzel samo Kartagino, prebivalci katere baje sploh niso pričakovali napada s strani vandalskih federatov. Leto 439 je bilo torej za Vandalsko kraljestvo prelomno, poleg tega pa so po nekaj letih (442) dosegli status quo z Valentinijanom III., ki jih je tudi pogodbeno priznal. Leto za tem (443) je Valentinijan celo zaročil svojo hčer Evdokijo z Hunerikom, Gejzerikovim sinom. S tem ko so Vandali zasedli Kartagino, so pridobili ključni položaj v Sredozemskem morju, položaj, ki je v preteklosti (pod Hanibalom) že ogrožal Rim, poleg tega pa je Gejzerik razpolagal z floto, s pomočjo katere si je pridobil nadvlado na morju v delih Sredozemlja. Naposled so Vandali leta 455 napadli tudi Rim in ga plenili kar dva tedna. S tem je bil Rim v 5. stoletju že drugič oplenjen (po Alariku leta 410).
Edino pravo grožnjo je Vandalom zdaj predstavljal vzhodni Rim. Leta 468 je vzhodnorimski cesar Leon I. (457–474) z namenom plenjenja vandalske Afrike poslal ogromno floto, ki je štela kar 1000 ladij, a ni dosegla uspeha, saj so Vandali uspeli presenetiti svoje nasprotnike ter uničiti celotno ladjevje. To je bil tudi razlog, da je leta 474 vzhodni Rim pod cesarjem Zenonom (474–475; 476–491) z Gejzerikom sklenil »večni mir«, ki je trajal kar 60 let. Leta 477 je v (domnevno) 88. letu starosti umrl Gejzerik, ki je bil priča migraciji Vandalov od Karpatov pa vse do Afrike, nadomestil pa ga je njegov sin Hunerik (477–484). Vandalsko kraljestvo v Afriki se je obdržalo do leta 534, ko je padlo pod Justinijanovimi vandalskimi vojnami (533–534).

## Vandali in Slovani
V srednjem veku so se pri tedanjih kronistih pojavljale razlage, da so bili Vandali slovansko ljudstvo. Tej zmotni tezi je botrovalo zamenjevanje Vandalov z Veneti zaradi podobnosti imena ter dejstvo, da so Vandali in Veneti v zgodovini živeli na ozemlju, ki so ga kasneje naselili Slovani. Tezo o istovetnosti Vandalov in Slovanov omenjajo Adam Bremenski (11. stol.), Helmold in Vincent Kadlubek (oba 12. stol.), Miersuae Chronicon (13. stol.), Albert Crantz (15. stol.), Marcin Bielski in Thomas Kantzow (oba 16. stol.). Podobne teze so se pojavljale še v 18. stoletju.

## Sodobna raba imenaVandali
Z imenom Vandalov danes povezujemo vandalizem, to je nasilno obnašanje in skrunjenje, kar je povezano z opustošenjem mesta Rim, ki so ga Vandali leta 455 zasedli in oplenili.